# Zesteur

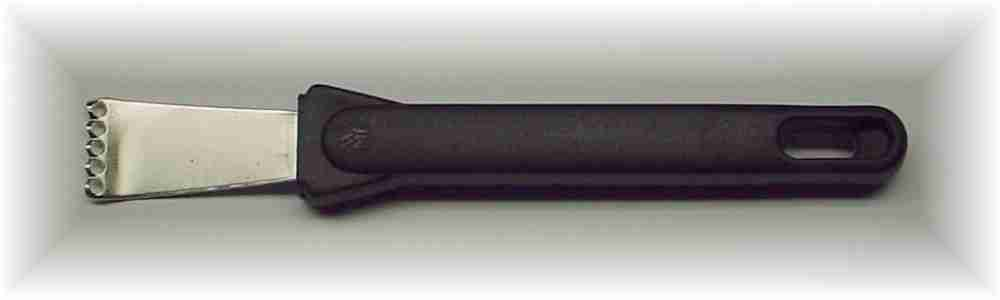
Exemple de zesteur.

Un zesteur est un ustensile de cuisine permettant de prélever le zeste des agrumes.

## Description
Un zesteur prend la forme d'un petit couteau dont la lame est incurvée du côté opposé au manche, et perforée par une rangée de trous ronds aux bords aiguisés.
Lors de son utilisation, le zesteur est appuyé contre le fruit et tiré le long de sa peau. Les bords séparent le zeste du reste de la peau et le découpent en rubans, chacun extrait de l'un des trous.

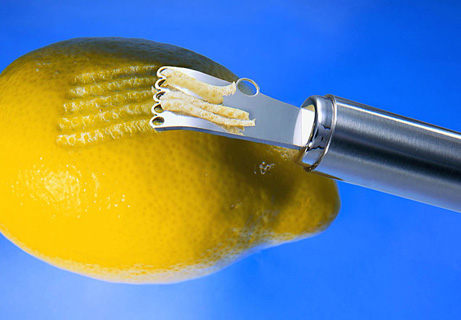
Zesteur en action sur un citron.
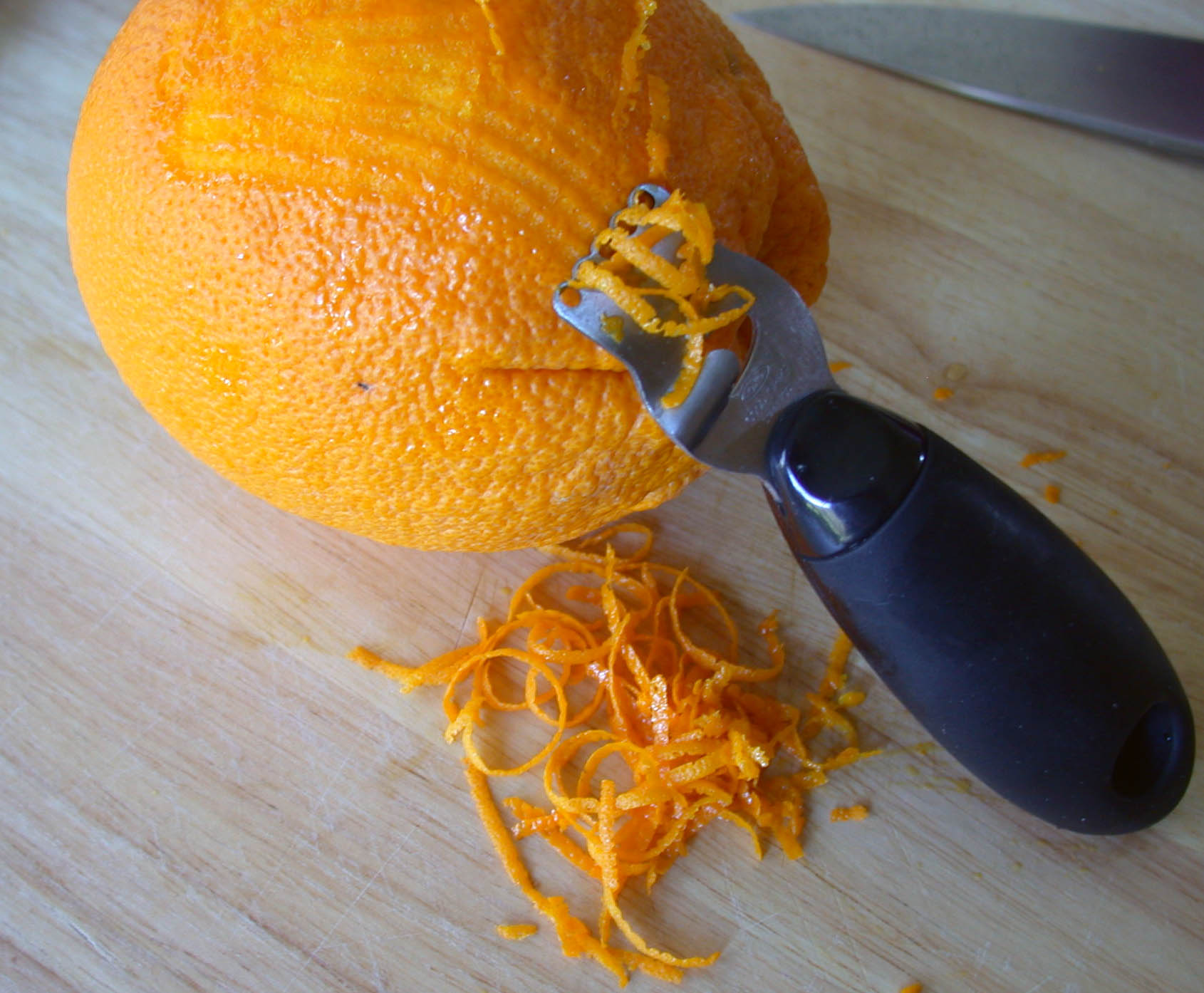
Zesteur en action sur une orange.

## Variantes
D'autres ustensiles sont parfois appelés zesteurs, du fait de leur capacité à prélever le zeste des agrumes. Il existe par exemple des râpes à zeste.